# Реформы Юлия Цезаря

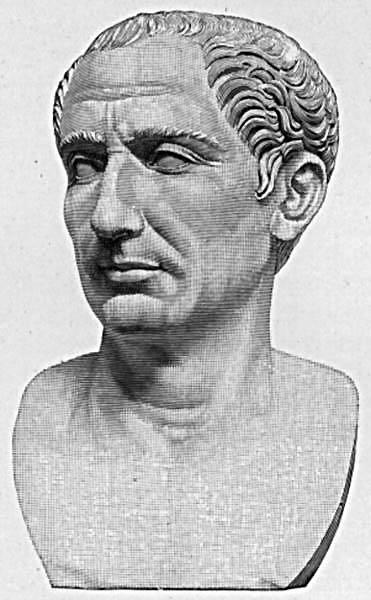
Бюст Юлия Цезаря

Реформы Юлия Цезаря проводились в Древнем Риме в 49-44 годах до н.э. На протяжении этого времени Юлий Цезарь несколько раз избирался диктатором, а также последовательно занимал несколько важных государственных должностей, что позволяло ему провести в жизнь ряд законов.
Во всей реформаторской деятельности Цезаря ясно отмечаются две основные идеи. Одна — необходимость объединения римского государства в одно целое, необходимость сгладить различие между гражданином-хозяином и провинциалом-рабом, сгладить рознь национальностей; другая, тесно связанная с первой, — упорядочение администрации, тесное общение государства с подданными, устранение посредников, сильная центральная власть.
Обе эти идеи сказываются во всех реформах Цезаря, несмотря на то что проводил он их быстро и торопливо, стараясь использовать короткие промежутки своего пребывания в Риме. Ввиду этого последовательность отдельных мер случайна; Цезарь каждый раз брался за то, что казалось ему наиболее необходимым, и только сопоставление всего сделанного им, независимо от хронологии, позволяет уловить сущность его реформ и подметить стройную систему в их проведении.
Объединительные тенденции Цезаря сказались прежде всего в его политике по отношению к партиям в среде руководящих классов. Его политика милости по отношению к противникам, за исключением непримиримых, его стремление привлечь к государственной жизни всех, без различия партии и настроения, допущение им в среду своих приближённых бывших своих противников, несомненно, свидетельствуют о желании слить все разномыслия около своей личности и своего режима. Этой объединительной политикой объясняется широкое доверие ко всем, которое и было причиной его гибели. Ясно сказывается объединительная тенденция и по отношению к Италии.
Мерами объединительного характера были и две крупные реформы Ю. Цезаря — монетная и календарная.

## Тексты и датирование
Подробности мероприятий диктатора известны в основном из трудов авторов эпохи Империи, а свидетельств современников по этому вопросу очень мало.
Как правило, источники не уточняют, каким образом происходило принятие того или иного закона, и некоторые реформы, которые традиционно приписываются самому диктатору, могли быть формально проведены его соратниками.
Кроме того, не всегда возможно установить абсолютную и относительную хронологию проведения реформ: во-первых, источники обычно не сообщают дату принятия закона, а во-вторых, реформа календаря (см. ниже) внесла путаницу в датировку событий до 45 года до н. э..

## Принятие решений
Зачастую Цезарь принимал решение не совещаясь с сенатом, хотя при публичном оглашении текста закона указывалось, будто сенаторы поддержали диктатора. Кроме того, он самолично принимал все решения во внешней политике — сфере, которая ранее находилась исключительно в ведении сената. Впрочем, никто не мог препятствовать его реформам обычным путём указания на несоблюдение формальных процедур: старые политические противники погибли в гражданской войне, и вся открытая оппозиция Цезарю состояла из нескольких молодых народных трибунов. И несмотря на то, что последние не имели полномочий для наложения вето на решения диктатора, любые публичные проявления несогласия с действиями Цезаря подавлялись — как правило, чужими руками.
Впрочем, растущее неудовлетворение действиями диктатора подпитывало оппозиционные настроения и действия недовольных Цезарем римлян. Помимо фрондирования отдельных трибунов известен и случай политизированного антицезарианского выступления мима в театре; вероятно, выпускались и политические памфлеты. Кроме того, некоторые недовольные действиями Цезаря, включая его бывших сторонников, пополнили ряды заговорщиков.

## Закон о муниципиях
Известно, что Цезарь издал в 45 году до н.э. так называемый закон Юлия о муниципиях (lex Julia municipalis), регулирующий некоторые моменты муниципальной жизни в Италии. В 1732 и в 1735 годах при раскопках древнеримского города Гераклея Луканская близ современного Таранто были найдены две бронзовые таблицы с текстом устава гераклейской муниципии, копирующим текст закона Юлия о муниципиях.
Закон сразу дополнял для всех муниципиев уставы отдельных италийских общин, служил для них для всех образцом. С другой стороны, соединение в законе норм, регулирующих городскую жизнь Рима и норм муниципальных, и значительная вероятность того, что нормы городского благоустройства Рима были обязательны и для муниципиев, ясно указывает на тенденцию свести Рим до муниципиев, а муниципии возвысить до Рима, который отныне должен был быть только первым из италийских городов, резиденцией центральной власти и образцом для всех подобных центров городской жизни. Общий муниципальный закон для всей Италии при местных различиях был немыслим, но некоторые общие нормы были желательны и полезны и явно указывали на то, что в конце концов Италия и её города представляют одно объединённое с Римом целое.
Закон Ю. Цезаря издан в CIL., I, 206; Dessau, «Inscr. selectae», II, 6085; за lex Julia municipalis его впервые счёл Savigny, «Vermischte Schriften», III, 279 и сл.; ср. Puchta, «Institutionen», I, § 90; Nissen, «Rhein. Museum», 1890, 100 и сл.; Mommsen, «Rom. Gesch.», III, 519 и сл. Неправильность мнения Савиньи, от которого под конец жизни отказался и Моммзен, доказана находкой фрагмента Тарентинского муниципального устава (см. De Petra, «Monumenti dei Lincei», VI, 435 и сл.; Hackel, «Wiener Studien», 1902; Mommsen, «Ephemeris epigraphica», IX, 5 и сл.).

## Дарование гражданства жителям провинций
Та же объединительная общеиталийская тенденция сказывается и в том, что уже в 49 г. по закону Ю. Цезаря всем жителям Транспаданской Галлии даровано было гражданство и, следовательно, распространён на эту часть римского мира общеиталийский муниципальный строй. Это было первым случаем распространения римского гражданства на целую провинцию, и на этом Цезарь остановиться не собирался.
Старейшая римская провинция Сицилия и одна из наиболее романизованных, Нарбонская Галлия, приобщаются при нём к италийскому строю путём дарования их городам латинского права.
Другие провинции, в особенности западные (Гельвеция, Галлия, Испания, Африка), получают колонии римских граждан — ячейки, из которых должен был распространиться городской строй по всей провинции, проводники правосознания в среде провинциалов и залог лучшего для них будущего.
Цезарь первый из великих вождей демократии окончательно вынес в провинции римскую колонизацию и положил прочное основание романизации, то есть объединению Запада в одной культуре. В его колониях нашли себе обеспечение более 80000 римских граждан, как служивших в его войске, так и не служивших.

## Колонизаторская деятельность на Востоке
На Востоке его колонизаторская деятельность была гораздо слабее.
Восстановление Коринфа и высылка туда колонии была не мерой романизации Греции, что доказывается уже посылкой туда исключительно отпущенников, а таким же актом справедливости и разумной экономической политики, как и восстановление Карфагена.
Основание Синопа доказывает уже отмеченное стремление объединить в одном государстве все земли между Дунаем и Парфией (о колониях Ю. Цезаря см. Kromayer, в «Hermes», 31, 1 и сл.; Kornemaun, в Pauly-Wissowa «Realencyclopoedie», IV, 563, где указания на другие работы).
Основание колоний сопровождалось широкой раздачей права римского гражданства провинциалам, причём Цезарь не стеснялся и признанием за новыми гражданами ins honorum и зачислением их в состав сената. Та же всесословная тенденция сказывается и в том, что в колониях, им основанных, отпущенники могли быть декурионами.

## Монетарная реформа

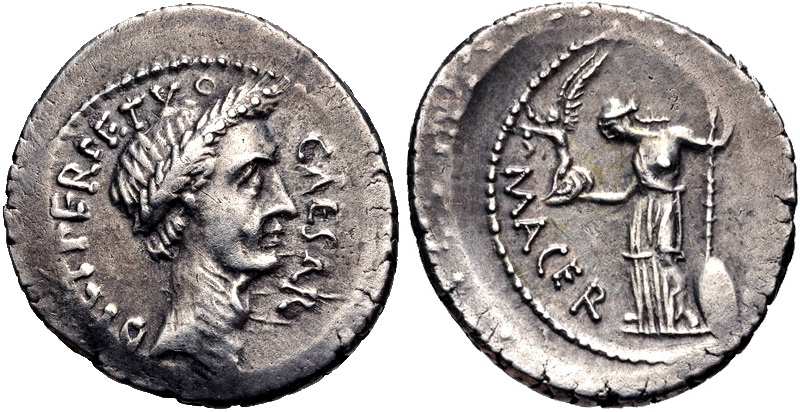
Серебряный денарий с портретом Цезаря в профиль с венком, надпись: «Цезарь диктатор пожизненный» (Caesar dict[ator] perpetuo). Отчеканен в феврале-марте 44 года до н. э. Публием Сепуллием Макром

Уже давно напрашивалось в Риме введение, рядом с серебряной, золотой валюты: ей жил весь Восток; золото давно уже курсировало рядом с серебром; не было только официального его признания и специально римской золотой монетной единицы.
Уступая потребностям мирового государства, Цезарь вводит римский aureus определённого веса и устанавливает раз и навсегда его отношение к серебряному денарию. Мера эта для последующего времени имеет почти такое же значение, как введение в 269 г. серебряной монеты в Риме; благодаря ей все римское государство получило одну общую монету, низвело старые царские и городские чеканы на степень товара.
Нетрудно представить себе, как облегчили обе названные (монетарная и календарная) реформы чисто эллинского образца (вспомним монетную реформу Александра Великого) экономическую жизнь огромного государства и торговое общение одних частей его с другими; это, в свою очередь, должно было сгладить противоречия между Западом и Востоком и способствовать ещё более сильному притоку эллинства на почву романизовавшегося Запада.

## Статистические работы
Важны были также статистические работы, предпринятые Цезарем.
Прежде всего им была произведена на эллинистический, египетский лад перепись населения города Рима. Этот факт показывает лишний раз, что Цезарь видел в Риме лишь свою резиденцию, а отнюдь не сливал город Рим и римское государство в одно неразделимое целое, как то было основным принципом римской государственности до него. Одновременно урегулирована была статистическая работа во всей Италии; ценз произведён повсеместно во всех населённых центрах, и результаты его сводились в Риме. Этим население Италии слито было с Римом; до общего голосования по всем городам Италии оставался только один шаг.

## План земельного кадастра
Ещё важнее был не приведённый в исполнение план общего государственного земельного кадастра. План этот возник явно под влиянием Египта, где такой кадастр давно уже существовал; он указывает на намерение провести одно общее земельное обложение во всех провинциях, начало чему уже было положено Цезарем в провинции Азии, где, несомненно, подобный кадастр существовал и раньше. Такая общеподатная реформа, уничтожая в корне финансовую мощь всадничества, низводя его на степень служилых людей нового режима, помимо своего общего значения имела несомненный нивелирующий и объединяющий характер. План одного общего гражданского уложения, также навеянный Востоком с его общеэллинистическим правом, был только задуман в самых общих формах.

## Реформирование армии
По отношению к войску (об этом см. Mommsen, в «Hermes», XIX, 1 и сл.; Domaszewski, в «Neue Heidelberger Jahrbucher», 1894, 157 и сл.) мы не видим какой-либо коренной и основной реформы.
При Цезаре продолжается начавшаяся уже задолго до него эволюция военного строя, превращавшая войско из гражданского в наёмное, и из временного в постоянное. Как и Сулла, Помпей и Ю. Цезарь держали войско в своих руках личным обаянием и материальной выгодой — подарками, наделами землёй и т. п. Крупным шагом на пути превращения в наёмников было удвоение жалованья солдатам, лёгшее тяжёлым бременем на бюджет государства.
В личных отношениях к войску Ю. Цезарь проводил ту же идею, что и во всей своей деятельности. Он выдвигал простых солдат в ущерб знатным офицерам и не стеснялся вводить в состав легионов жителей провинций (например, весь V легион Alaudae — жаворонок — состоял из галлов), которым только после окончания срока службы даровано было римское гражданство. И здесь, таким образом, проявляется тенденция, стремившаяся сгладить различия между сословиями и отдельными составными частями государства.
Для своего постоянного войска Цезарь наметил и ряд мест постоянной стоянки, совпадавших с местами Августовского времени, за исключением Сицилии и Сардинии, Италии и Понта. Наиболее сильные гарнизоны стояли в Испании, Галлии, Иллирике, Африке, Египте, Сирии; армия, предназначенная для Парфянского похода, находилась в Македонии. Общее число Цезаревых легионов превышало 40; но мы почти ничего не знаем о войсках вспомогательных, которые играли такую важную роль в войске Помпея и затем в армии Августа.

## Календарная реформа
Не менее важен был и календарь. Римский календарь, ввиду его запутанности и отсталости сравнительно с научно-проверенными календарями эллинистического Востока, не мог с ними конкурировать и претендовать на общегосударственное значение. В 47 г. Ю. Цезарь, в своём звании главного понтифика, при помощи комиссии специалистов, реформирует календарь согласно наиболее точным вычислениям того времени. Новый календарь, в силу его превосходства, можно было постепенно вводить во все провинции и добиваться не только официального, но и действительного единства во времясчислении.
Наконец, в 46 году до н. э. Цезарь объявил о реформе римского календаря. Вместо прежнего лунного был введён солнечный календарь, разработанный александрийским учёным Созигеном и состоявший из 365 дней с одним добавочным днём каждые четыре года. Впрочем, для проведения реформы потребовалось сначала привести действующий календарь в соответствие с астрономическим временем. Поскольку в 50-е и 40-е годы до н. э. великим понтификом был Цезарь, зачастую отсутствовавший в столице и не имевший возможности приводить традиционный календарь в соответствие с астрономическим временем, отставание выросло почти до трёх месяцев. Используя свои полномочия великого понтифика, в феврале 46 года до н. э. Цезарь вставил обычный в таких случаях добавочный месяц мерцедоний, а между ноябрём и декабрём добавил ещё два дополнительных месяца, поэтому всего в 46 году до н. э. по римскому счёту оказалось 445 дней. Начиная с нового 45 года до н. э. начал действовать календарь, в настоящее время известный как юлианский. Новый календарь использовался в Европе повсеместно в течение шестнадцати столетий, вплоть до разработки по поручению римского папы Григория XIII незначительно уточнённой версии календаря, получившего название григорианского.

## Административная реформа

### Пополнение сената
Диктатор также пополнил сенат, опустевший в результате междоусобиц 50-х годов до н. э. и гражданской войны. Всего Цезарь трижды пересматривал списки сенаторов и, по свидетельству Диона Кассия, в конце концов довёл их число до 900 человек, однако едва ли это число было точным и постоянным. Многие люди, включённые в состав сената, принадлежали не к старым римским семействам, а к провинциальной аристократии и сословию всадников. Современники, впрочем, распространяли слухи, будто в число сенаторов зачисляли и детей вольноотпущенников, и варваров.

### Реорганизация налоговой системы
Откупщики-публиканы из большей части провинций были изгнаны и взимание налогов отдано в руки общин, причём за взиманием с городов наблюдали личные агенты Цезаря — его рабы. Вся провинциальная администрация, введённая в определённые, законные нормы, была, таким образом, сконцентрирована в руках одного руководителя — Ю. Цезаря, имевшего к тому же в лице своих легатов и своих личных агентов могучие средства контроля.
Наконец, существовал особый закон Цезаря (ещё 59 г.), усиливавший строгость контроля сумм провинциального управления и требовавший оставления отчёта в провинции, помимо представления его в Риме.
В системе прямого обложения Азии вновь выдвинут был эллинистический принцип самоуправляющегося и самооблагающегося города, только контролируемого государством, взамен принципа, игнорировавшего город как таковой и видевшего в провинции одно большое поместье римского народа, сдаваемое на откуп.

### Реформирование административного аппарата
Второй основной идеей Цезаря было, как сказано, создание прочной и регулярно функционирующей административной машины, под руководством сильной центральной власти.

#### Реорганизация провинций
Для этого прежде всего увеличено было число провинций, то есть уменьшена компетенция каждого отдельного промагистрата.
Пребывание проконсулов в провинции ограничено было двумя годами, пропреторов — одним годом.
Если принять во внимание, что Ю. Цезарю предоставлено было право, во-первых, рекомендовать магистратов, во-вторых, решать без помощи сената, кто из бывших магистратов в какой провинции должен функционировать как промагистрат, то приведённые выше меры получат особый смысл.
Диктатор установил строгий максимум для времени пребывания магистратов в провинциях: срок пребывания наместника-проконсула в провинции был ограничен двумя годами, а наместника-пропретора — одним годом.

### Реформирование судебной системы
Помимо этой меры, диктатор пересмотрел систему комплектования судей в постоянные уголовные суды (quaestiones perpetuae), предоставив по половине мест сенаторам и всадникам вместо прежней трети мест, что стало возможным после исключения из коллегий эрарных трибунов.
Встречается мнение, что он вообще расформировал/уничтожил это квазисословие.
В сфере государственного устройства Цезарь увеличил число большинства коллегий курульных (старших) магистратов. Число выбираемых ежегодно преторов выросло с 8 сначала до 14, а затем до 16. 
Соответственно этому увеличено число квесторов; этим одновременно сильно подрывалось значение этих магистратур, так как отныне каждый претор имел в Риме только очень узкую судебную компетенцию.
Усилены были наказания за преступления по отношению к провинциям: лица, осуждённые по этим делам, удалялись из сенаторского сословия (реформа эта стоит в связи с общей судебной реформой Цезаря, мало нам известной и не имевшей принципиального значения).

### Другие реорганизации
То же стремление сказывалось и в постоянной поддержке городского хозяйства, в заботе о благоустройстве в красоте городов.
Число квесторов было увеличено на 20 человек ежегодно, а эдилов — на 2 за счёт aediles ceriales, контролировавших снабжение хлебом.
Увеличилось также число авгуров, понтификов и членов коллегии квиндецемвиров.
Диктатор прибегал и к использованию консулов-суффектов, из-за чего их число фактически выросло с прежних двух; известен случай, когда суффекта назначили на один день — 31 декабря.
Среди целей увеличения численности магистратов называют: создание возможностей для более широкого вовлечения жителей Италии и незнатных римлян в управление государством, удовлетворение потребностей растущего государственного аппарата (в том числе в провинциях) и понижение остроты борьбы кандидатов между собой, которая уже повлекла за собой рост электоральной коррупции.
Диктатор присвоил себе право номинирования кандидатов на основные должности: сначала это делалось неофициально, а затем он официально получил такое право. Неугодных кандидатов он отстранял от выборов. Зачастую Гай выдвигал на высокие должности людей незнатного происхождения: известно, что более половины консулов, избранных по протекции Цезаря, были «новыми людьми» (homines novi), среди предков которых не было консулов.
Впрочем, в годы его единоличного правления выборные магистраты играли второстепенную роль по сравнению с людьми, назначенными Цезарем. В частности, магистратов на 45 год до н. э. долго не выбирали, а пока их не было, повседневное управление республикой осуществляли magister equitum Марк Эмилий Лепид и назначенные Цезарем префекты.

### Экономические меры
Рядом с этими основными реформами идёт ряд мер экономического характера, вызванных постоянными язвами экономической жизни Рима: страшной задолженностью и богатых, и бедных, ростом крупных поместий в ущерб мелкой собственности, быстрым увеличением количества рабов, все более и более вытеснявших свободный труд.
Коренного тут ничего предпринять было нельзя, но были моменты особого обострения отношений, когда не вмешаться было невозможно. Таков был момент после революции Целия Руфа и Долабеллы, когда Ю. Цезарь принуждён был зачесть проценты в счёт уплаты капитала и сложить часть квартирной платы с наиболее бедных квартиронанимателей.
Борьба против латифундий шла так же, как и раньше, то есть путём надела бедных граждан землёй. Аграрный закон Ю. Цезаря 59 г. представляет собой одновременно борьбу с убылью населения в Италии, даруя особые права тем, кто имел более 3 детей. Надел ветеранов землёй в Италии, наряду с его политическим значением, также имел определённый экономический смысл.
Для борьбы с рабством Ю. Цезарь опять-таки воспользовался старым трибунским арсеналом, потребовав сокращения числа рабов в крупных поместьях, установив обязательный процент свободных рабочих.
Новее была мера, которой определённым категориям лиц запрещался выезд из Италии. Впрочем, в этом запрещении надо видеть скорее меру военного характера, облегчавшую набор (за время с 49 по 44 г. было набрано в Италии более 200000 рекрутов), чем меру экономическую.
В связи с экономическими реформами Ю. Цезаря стоят и его реформы как praefectus morum, а именно воздействие на роскошь путём так называемых leges sumptuariae, ограничивавшими, между прочим, роскошь стола. В связи с этим находится и установление таможенных пошлин на заморский привоз, главным образом на предметы роскоши.

### Решение городских проблем
Остаётся ещё сказать несколько слов об отношениях Цезаря к Риму как городу. Уже выше отмечено было, что Рим для Ю. Цезаря — не синоним римского государства, а резиденция главы государства, население Рима — не римское гражданство, а столичная чернь.

#### Регулировка раздачи хлеба
Последнее ярче всего проявляется в регулировке Цезарем фрументаций — хлебных раздач. Отныне не все граждане имеют право на получение дарового хлеба, а только 150000 избранных, пополняемых жеребьёвкой из числа остальных кандидатов. То, что было правом всех граждан, делается милостью по отношению к населению резиденции. Официально, однако, фрументациями продолжают заведовать республиканские магистраты; Цезарем специально для этой цели создаются особые плебейские эдилы, под именем Ceriales.

#### Руководство строительной жизнью
Всю строительную жизнь Рима Ю. Цезарь стремится сосредоточить в своих руках; всякая крупная постройка должна напоминать населению щедрого строителя; новое место для голосования народа (saepta Iulia), новая курия для собраний сената (curia Iulia), новая трибуна для беседы магистрата с народом (rostra Iulia), наконец, даже новая площадь с храмом родоначальницы Юлиева рода — Venus Genetrix (forum Iulium) знаменуют, что Рим превращается в резиденцию рода Юлиев.

### Землеустройство
Колоссальные работы на пользу населения Рима и Италии — урегулирование русла Тибра, осушение Понтинских болот и Фуцинского озера — должны были поразить воображение современников и сделать из их создателя нечто большее обыкновенного политического деятеля.

### Стремление к монархии
Из всего сказанного ясно, что Ю. Цезарь сознательно стремился к монархии, и притом монархии не на староримский, давно отживший лад, а к монархии эллинистического образца. В сущности весь он, с его воспитанием, вкусами, индивидуализмом, ярко выраженным фатализмом (см. Fowler, в «Classical Review», 1903, 153 и сл.), был типичным эллинистическим монархом вроде Димитрия Полиоркета, Пирра и других: то же изящество обращения, та же физическая сила, ловкость и неутомимость, то же мастерство в политической интриге, те же сильные страсти, сдерживаемые только честолюбием, то же рыцарство по отношению к женщинам, та же забота о своей наружности и одежде, та же высокая культурность, любовь к интеллектуальным занятиям, к научной и литературной работе.
Естественно, что Цезаря всегда тянуло к Востоку; его прельщала идея стать монархом в римском государстве, как некогда Александр был монархом всего греческого и варварского мира. Что такая идея у Цезаря действительно была, доказывает ряд фактов, и прежде всего то отношение, в которое Цезарь встал по вопросу об его обоготворении. Не говоря уже о том, что в провинциях Востока он фигурирует совершенно так же, как Селевкиды, то есть как сын Арея и Афродиты, он и в Риме постоянно указывает на своё божественное происхождение от Венеры и принимает ряд если не божеских, то геройских почестей. Не раз указывает он на свою связь с богом Ромулом, первым царём Рима, принимает одежду римских царей, ставит свою статую в храме Квирина, другую — в числе статуй альбанских царей на Капитолии. Во всем этом проявляется не столько тенденция монархическая, сколько определённая претензия на божественность происхождения. Чисто эллинистическая манера праздновать религиозными обрядами дни своих побед, а также день своего рождения, с обязательством такого празднования для всех, принимать устройство в свою честь агонов, допускать клятву своим именем, соглашаться на постройку себе храмов совместно с божествами, на устройство особых жреческих коллегий, названных его именем (luperci Iulii) — все это явно говорит за то, что Цезарь добивался божественности на эллинистический манер. 
В связи с этим стоит и ряд мер политического характера: чеканка в Риме монеты с его изображением (что раньше терпимо было только в провинциях) и указанием его титула (причём чеканкой этой монеты заведовали личные рабы Цезаря), почётная стража из всадников и сенаторов на манер такой же стражи при эллинистических дворах, учреждение должности заведующего печатью, как при дворе Птолемеев и Селевкидов (ср. статью ab epistulis в «Realencylopaedie» Pauly-Wissowa, т. V), поручение своему отпущеннику командования войском в Египте, присяга на верность сенаторов и всадников, наконец, введение принципа наследственности, сказывающееся в принятии для сына, который мог у него родиться, звания понтифика, и в усыновлении своего племянника Октавиана. 
Клеопатру, приехавшую в Рим, Цезарь принимает как царь царя, в своём доме. Когда сенат подносил ему высшие почести, он не встал со своего золочёного кресла. К тому же порядку явлений относятся и вполне достоверные попытки Антония венчать его торжественно диадемой — специальным знаком отличия эллинистических царей. В Риме в то время твёрдо были убеждены, что окончательно наступила монархия, и ряд слухов клонился именно к тому, что монархия эта будет восточного образца: говорили, что Цезарь собирается перенести резиденцию в Илион (см. Nissen, «Italische Landeskunde», II, 2; Mommsen, «Sitzungsberichte der Berl. Akad.», 1889), что так как парфян может победить только царь, то Цезарь на Востоке примет этот титул, и т. д. Все вышесказанное, в связи с эллинистическим характером реформ Цезаря и его восточными симпатиями, говорит за то, что слухи эти имели серьёзное основание.

## Другие реформы
Цезарь законодательно пополнил и ряды патрицианского сословия, представители которого традиционно занимали некоторые важные должности в религиозной сфере. Большинство патрицианских семейств уже угасли, и к середине I века до н. э. их осталось лишь немногим более десяти.
Кроме того, диктатор распустил многие общественные коллегии (collegiae), немалая часть которых в 50-е годы до н. э. использовалась для вербовки вооружённых сторонников демагогов и для подкупа избирателей на голосованиях. Питер Брант подчёркивает, что право граждан на образование коллегий было закреплено ещё законами XII таблиц, и начало запретительной политики отражало стремление Цезаря, а позднее и императоров к ограничению личных свобод граждан.
Оценки политических реформ Цезаря рознятся. Ряд исследователей видят в его политических мероприятиях фактическое установление «демократической монархии» (Теодор Моммзен), монархии эллинистического или восточного типа (Роберт Юрьевич Виппер, Эдуард Мейер) или римского варианта абсолютной монархии (Маттиас Гельцер, Джон Болсдон). В XX веке большее распространение получили осторожные оценки его действий, акцентирующие внимание на римские корни всех реформ (Рональд Сайм, Алексей Борисович Егоров) и на разрешение Цезарем в основном текущих вопросов (Сергей Львович Утченко). В современной историографии обращается внимание на косметический характер реформ Цезаря, которые не меняли «конституцию» — систему традиционных политических институтов и отношений между ними.
Стремясь заручиться поддержкой жителей провинций, Цезарь активно даровал им различные льготы и привилегии. Жители нескольких городов (в частности, Гадес и Олисипо) получили полное римское гражданство, а некоторых других (Виенна, Толоса, Авеннио и прочие) — латинское право. При этом римское гражданство получали только города западных провинций, в то время как эллинизированные полисы Греции и Малой Азии подобных привилегий не удостоились, а греческие города Сицилии получили лишь латинское право. Полное римское гражданство получили проживавшие в Риме врачи и преподаватели свободных искусств. Кроме того, диктатор снизил налоги с Нарбонской Галлии, а также перевёл провинции Азия и Сицилия на прямую выплату налогов, минуя откупщиков. До наших дней фрагментарно сохранились Гераклейские таблицы с текстом муниципального закона Цезаря (lex Iulia Municipalis), регламентировавшего внутреннее устройство и систему управления городов-государств. Впрочем, существует предположение, что закон мог быть принят раньше, в том числе и другим Цезарем — дядей диктатора.
Диктатор внёс корректировки в процесс раздач бесплатного хлеба, отнимавший значительную часть расходов государственного бюджета. Во-первых, списки получателей бесплатного хлеба были сокращены вдвое — с более чем 300 до 150 тысяч (это сокращение порой связывается с падением общей численности населения из-за гражданских войн). Во-вторых, некоторые из прежних получателей смогли переселиться в новые колонии в различных провинциях Римского государства.
Демобилизованные солдаты Цезаря также получали земельные наделы и не создавали дополнительной нагрузки на систему хлебных раздач. 
Впрочем, демобилизация коснулась в основном легионеров, служивших с диктатором ещё в Галльскую войну, а для амбициозных внешнеполитических планов Гая большая часть войск оставалась в строю. Новые колонии в основном появлялись в провинциях, поскольку в самой Италии свободной земли было крайне мало. Впрочем, известно, что ветераны VII и VIII легионов получили землю в Кампании. В числе прочих мер по колонизации Цезарь заново заселил Карфаген и Коринф, разрушенные римлянами одновременно в 146 году до н. э.
Для решения важной задачи по повышению числа людей, пригодных к военной службе, Цезарь предпринимал различные меры поддержки многодетных отцов. В стремлении ограничить неконтролируемую эмиграцию в провинции, Цезарь запретил полноправным жителям Рима и Италии в возрасте от 20 до 40 лет покидать Апеннины более чем на три года подряд, а дети сенаторов могли выехать в провинцию только как солдаты или участники свиты наместника.
Для пополнения бюджетов городских общин Цезарь постановил вернуть в Италии торговые пошлины на привозные товары.
Наконец, для частичного решения проблемы безработицы диктатор принял указ, чтобы по крайней мере треть пастухов в Италии следовало набирать из свободных людей, а не рабов.
Задачу по снижению безработицы преследовали и обширные строительные проекты Цезаря как в Риме, так и за пределами столицы. К 46 году до н. э. завершилось строительство нового Форума Цезаря, начавшееся ещё во времена Галльской войны (до наших дней дошли лишь руины храма Венеры-Прародительницы, который был заложен по обету, данному перед Фарсальской битвой). Диктатор взял на себя обязательство перестроить здание сената, сгоревшее в 52 году до н. э.: Фауст Сулла, которому сенат ранее поручил эту миссию, был убит во время гражданской войны. Здание храма Юпитера Капитолийского, восстановленное противником Цезаря Квинтом Лутацием Катулом, сенат номинально перепоручил диктатору, в результате чего он смог написать на фронтоне сооружения своё имя. Цезарь задумал ряд других крупных инфраструктурных проектов — расширение порта в Остии, осушение Понтийских болот и Фуцинского озера, — но не успел осуществить их.
Ещё в 49 году до н. э. из-за начала гражданской войны в Риме и Италии сложилась проблематичная ситуация с невыплатой долгов: кредиторы, которые были вынуждены ссужать деньги сначала помпеянцам, а затем и Цезарю, начали требовать скорейшего погашения долгов от обычных заёмщиков, но те не могли погасить кредиты из-за нехватки наличности. Единственной возможностью рассчитаться с кредиторами была распродажа имущества, однако из-за начала войны цены на наиболее дорогие в античную эпоху товары — землю и недвижимость — резко упали. Цезарь, сам в прошлом крупный должник, не решился реализовать популярное требование полной кассации долгов (лозунг tabulae novae — «новые таблицы»), но также он не принял сторону кредиторов. Вместо этого он постановил оценивать всё имущество должников по его довоенной стоимости, а кредиторов обязал принимать это имущество в зачёт уплаты долгов. Позднее он также частично аннулировал долги по аренде жилья. Программу всеобщего аннулирования задолженностей подхватили противники диктатора из магистратов, однако их деятельность блокировалась оставшимися в Риме цезарианцами. После решения долгового кризиса Цезарь предпринял и другие меры, направленные на оздоровление финансов государства. В частности, именно при диктаторе началась регулярная чеканка золотых монет (ауреусов), хотя ранее золотые монеты выпускались в Риме лишь эпизодически. Кроме того, впервые на монеты было помещено изображение живущего человека — им стал сам диктатор.
В качестве наказания за ряд преступлений Цезарь закрепил изгнание, а у богатых приказал ещё и конфисковывать половину состояния. Также он издал новые законы против роскоши: запрещалось использование личных носилок, жемчужных украшений, выкрашенных пурпурной краской одежд, в дополнение к чему регламентировалась торговля изысканными продуктами и ограничивалась роскошь надгробных памятников. Впрочем, эти меры не оказали значительного влияния на жизнь современников. Диктатор планировал кодифицировать разрозненные законы и постановления магистратов в единые сборники, но не успел осуществить задуманное. Гай также планировал создать в Риме и крупную библиотеку по образцу Александрийской и Пергамской, поручив организацию энциклопедисту Марку Теренцию Варрону, однако гибель диктатора расстроила и эти планы.